# Luc De Smet (wielrenner)
Luc De Smet (Wetteren, 30 augustus 1957) is een Belgisch voormalig wielrenner.

## Carrière
Luc De Smet won een aantal kleinere wedstrijden en nam deel aan twee grote rondes waarvan de Wetteraar er twee uitreed. Hij nam in 1980 deel aan de Olympische Spelen waar hij 47e werd en als enige van de Belgische ploeg de wedstrijd uitreed.

## Overwinningen
1981
3e etappe Ronde van Nederland
Wingene Koers
1984
Sint-Denijs
1985
Sleidinge
Textielprijs Vichte
1986
Nederbrakel
1988
Malderen
Memorial Thijssen

## Resultaten in de voornaamste wedstrijden
| Jaar | Ronde van Italië | Ronde van Frankrijk | Ronde van Spanje |
| ---- | ---------------- | ------------------- | ---------------- |
| 1982 |                  | opgave              | 65e              |

Wielerploegen van Luc De Smet
Bellet ·
Beyssens ·
Borguet ·
Criquielion ·
De Muynck ·
De Smet ·
De Wilde ·
Desaever ·
Jesson (tot 15/06) ·
Kelly ·
Malfait ·
Meslet ·
Peeters ·
Plummer ·
Pollentier ·
Sonnet ·
Van Calster ·
Van Den Bossche ·
Wynants
Bellet ·
Borguet ·
Broers ·
Colman ·
Criquielion ·
Dalgal ·
De Muynck ·
De Smet ·
De Wilde ·
Devos ·
Girard ·
Kelly ·
Malfait ·
Nilsson ·
Onghena ·
E. Planckaert ·
W. Planckaert ·
Plummer ·
Urbany ·
Van Calster ·
Van Den Bossche ·
Wynants ·
Wyffels
Broers (tot 15/06) ·
Colman ·
Criquielion ·
Dalgal ·
Ronan De Meyer ·
De Smet ·
Marc Demeyer (tot 20/01) ·
Devos ·
Jones ·
Lambrechts ·
Maas (tot 30/08) ·
Malfait ·
Nieuwdorp ·
E. Planckaert ·
W. Planckaert ·
Schipper ·
Schoonjans ·
Urbany ·
Van Brabant ·
Vandenbrande ·
Wellens
Claes ·
Criquielion ·
De Smet ·
H. Devos ·
P. Devos ·
Dhaenens ·
Haghedooren ·
McKenzie ·
Meersman ·
E. Planckaert ·
W. Planckaert ·
Tackaert ·
Van Brabant ·
Van De Wiele ·
Vandenbrande ·
Verlinden ·
Versluys ·
Wampers ·
Wyffels